# Sanne van Dijke
Sanne van Dijke (* 21. Juli 1995 in Heeswijk-Dinther) ist eine niederländische Judoka. Sie war 2017 und 2021 Europameisterin im Mittelgewicht, der Gewichtsklasse bis 70 Kilogramm. 2021 wurde sie auch Olympiadritte.

## Sportliche Karriere
Sanne van Dijke gewann im September 2014 bei den Junioreneuropameisterschaften. Einen Monat später belegte sie den siebten Platz bei den Juniorenweltmeisterschaften. Im November 2014 gewann sie die U23-Europameisterschaften. 2015 unterlag sie im Finale der Junioreneuropameisterschaften der Ungarin Szabina Gercsák. Bei den Juniorenweltmeisterschaften 2015 erreichte sie den fünften Platz. 2016 gewann sie mit den European Open in Madrid ihr erstes Weltcup-Turnier.
Bei den Europameisterschaften 2017 in Warschau bezwang sie im Viertelfinale Szabina Gercsák, im Halbfinale die Französin Marie-Ève Gahié und im Finale die Deutsche Giovanna Scoccimarro. Einen Monat später gewann sie das Grand-Slam-Turnier in Jekaterinburg. Bei den Weltmeisterschaften 2017 schied sie in der ersten Runde gegen die Britin Sally Conway aus. Nach einem schwächeren Jahr 2018 trat sie 2019 bei den im Rahmen der Europaspiele in Minsk ausgetragenen Europameisterschaften an und bezwang im Halbfinale Marie-Ève Gahié, im Finale unterlag sie der anderen Französin Margaux Pinot. Bei den Weltmeisterschaften 2019 belegte sie den siebten Platz. 2020 erreichte Sanne van Dijke bei den Europameisterschaften in Prag wie im Vorjahr das Finale, wie im Vorjahr erhielt sie die Silbermedaille hinter Margaux Pinot. Auch im Finale der Europameisterschaften 2021 in Lissabon standen sich Sanne van Dijke und Margaux Pinot gegenüber, diesmal gewann die Niederländerin. Anderthalb Monate später fanden die Weltmeisterschaften in Budapest statt. Nach ihrer Halbfinalniederlage gegen die Japanerin Yōko Ōno bezwang sie im Kampf um Bronze die Deutsche Miriam Butkereit. Bei den Olympischen Spielen in Tokio besiegte sie im Viertelfinale die Italienerin Alice Bellandi. Nach ihrer Halbfinalniederlage gegen die Österreicherin Michaela Polleres gewann die Niederländerin den Kampf um eine Bronzemedaille gegen die Deutsche Giovanna Scoccimarro. 2021 gewann Sanne van Dijke den niederländischen Meistertitel.
2022 erreichte sie das Finale der Europameisterschaften in Sofia und unterlag dann der Französin Marie-Ève Gahié. Bei den Weltmeisterschaften in Taschkent erkämpfte Sanne van Dijke eine Bronzemedaille. Im November 2023 folgte eine Bronzemedaille bei den Europameisterschaften in Montpellier. Bei den Olympischen Spielen 2024 in Paris erreichte Sanne van Dijke mit einem Sieg über die Japanerin Saki Niizoe das Halbfinale und unterlag dort der Kroatin Barbara Matić. Im Kampf um Bronze unterlag die Niederländerin der Belgierin Gabriella Willems.

## Privates
Seit 2018 ist die britische Judoka Natalie Powell ihre Lebensgefährtin.